# Millie Bobby Brown
Millie Bonnie Brown Bongiovi (Marbella; 19 de febrero de 2004), conocida artísticamente como Millie Bobby Brown, es una actriz y modelo británica. Inició su carrera en la actuación cuando se mudó a Orlando, Florida, en 2011. Saltó a la fama por su interpretación del papel de Eleven en la serie de Netflix Stranger Things.
Su debut en el cine se llevó a cabo en 2019 con la película Godzilla: King of the Monsters, donde interpretó el personaje de Maddison Russell.
Ha sido galardonada con diversos premios, entre ellos, un Premio Saturn a «mejor actriz joven en una serie de televisión», y ha sido nominada a los Premios Emmy y al Sindicato de Actores de Cine (SAG, por sus siglas en inglés) a «mejor actriz de reparto en una serie de televisión» y «mejor actriz en una serie de televisión» respectivamente, por su papel de Once. Es una de las actrices más jóvenes en haber sido nominada en la historia de los Premios Emmy. Asimismo, la revista Time la nombró una de las «100 personas más influyentes del mundo» a los 14 años de edad, y es la persona más joven en haber sido nombrada Embajadora de buena voluntad de Unicef.

## Biografía

### Primeros años
Millie Bonnie Brown nació en Marbella, Málaga. Su segundo nombre de nacimiento es "Bonnie" pero su padre le dio el nombre de "Bobby". Es la tercera de cuatro hermanos nacidos en España de padres ingleses, Kelly y Robert Brown. Su padre es un agente inmobiliario. Los hermanos de Brown se llaman Paige, Charlie y Ava. La familia se mudó a Bournemouth (Dorset) cuando Brown tenía cuatro años de edad y cuatro años después emigró a Orlando (Florida). Su padre la inscribió en una escuela de fin de semana en donde Millie desarrolló sus habilidades de actuación, baile y canto. En esta escuela Millie fue encontrada por un agente que le sugirió que debía ir a Hollywood.

### Carrera

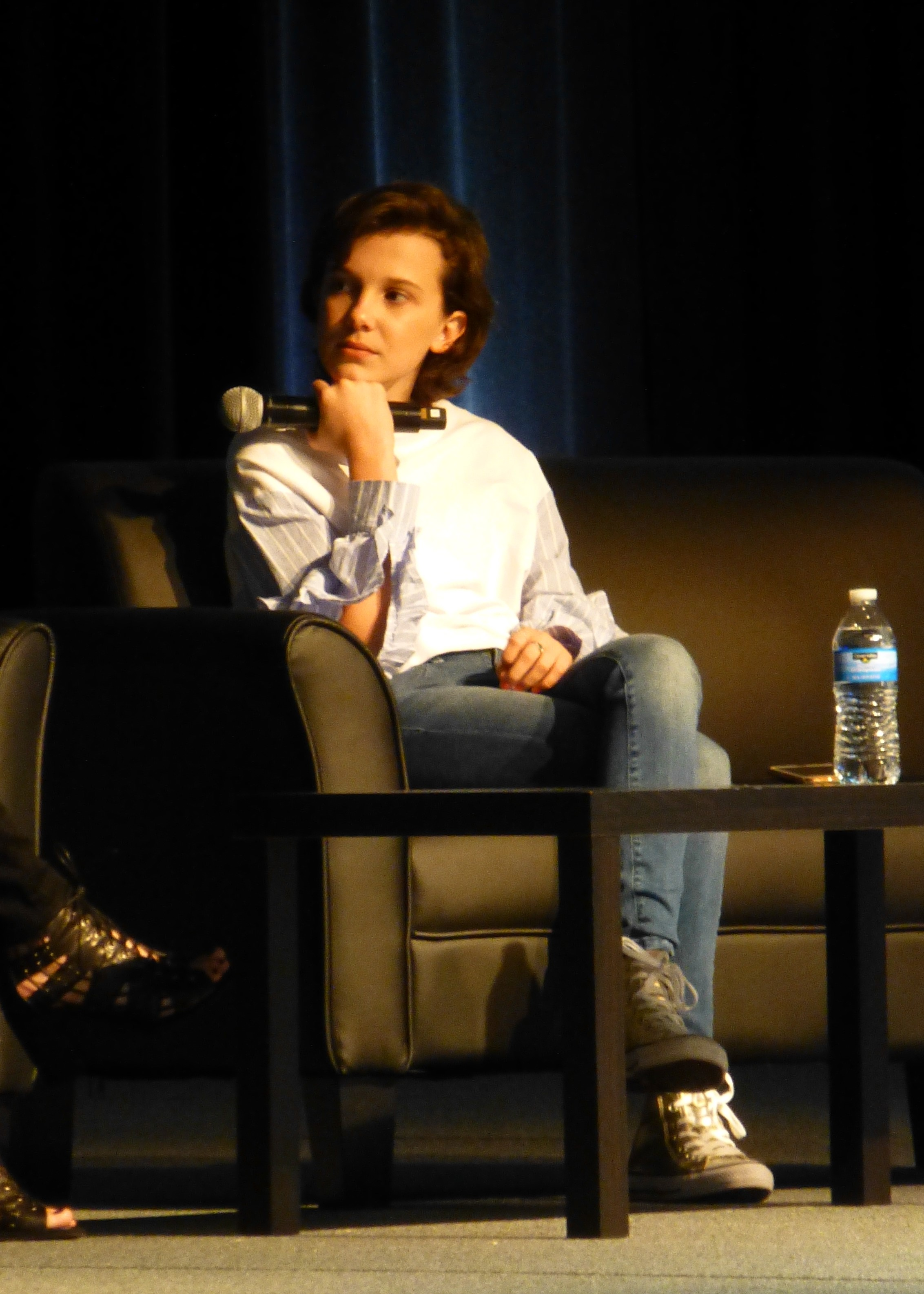
Brown en la convención de cómics Wizard World Cleveland en 2017.

En 2013, Brown hizo su debut en la serie de drama y fantasía de la cadena de televisión ABC Once Upon a Time in Wonderland, una serie derivada de Once Upon a Time, interpretando el papel de la joven Alicia. En 2014, Brown tuvo un papel protagónico en la serie de drama y suspenso de BBC America Intruders como Madison O'Donnell. Poco después, participó en la serie NCIS como Rachel Barnes, una niña sociópata.
En 2015, Brown interpretó a Lizzie en la serie Modern Family, y luego apareció en Grey's Anatomy en el personaje de Ruby.
Al año después de volver de España, fue seleccionada para el reparto principal de la serie original de Netflix Stranger Things, donde tiene el rol de Once, una niña con facultades telequinéticas y otros dones especiales. El elenco fue galardonado en los Premios SAG al mejor reparto en una serie de drama en 2017. Asimismo, Brown obtuvo la aclamación por parte de la crítica por su interpretación y diversas nominaciones a premios de prestigio, entre ellos los Premios SAG a mejor actriz en una serie dramática, y los Emmy a mejor actriz de reparto en una serie de drama; y ganó el galardón de los Premios Saturn a mejor actriz joven en una serie de televisión en 2017.
En enero de 2017, hizo su debut como modelo en la campaña By Appointment, de Calvin Klein. El mes siguiente, firmó con la agencia IMG Models.
En 2018, Lionsgate cerró un acuerdo con la actriz para que esta protagonice la cinta Enola Holmes prevista para ser estrenada en 2020, una adaptación cinematográfica de la novela de Nancy Springer, Las aventuras de Enola Holmes, que sería además producida por Brown. El 20 de abril del mismo año, la revista Time la incluyó en su lista de «las 100 personas más influyentes del mundo», convirtiéndose en la persona más joven en ser incluida en dicho listado.
El año siguiente, interpretó un papel protagónico en la película Godzilla: King of the Monsters, en el papel de Madison Rusell. El director y guionista de la cinta, Michael Dougherty, declaró que Brown fue la primera persona en la que pensó para interpretar dicho personaje, y que había sido escrito especialmente para ella.
Antes de ofrecerle el papel, Michael y su equipo utilizaron una versión animada en 3D de la actriz para representar escenas de la película. Brown volvería a repetir el papel en la secuela Godzilla vs. Kong, previsto para estrenarse en 2020.
En marzo de 2019, fue seleccionada para protagonizar la adaptación cinematográfica de la novela de Ali Benjamin, Lo que sucedió con la medusa, en el papel de Suzy Swanson. Poco después, UEFA la nombró embajadora de la campaña «Together #WePlayStrong» para promocionar la igualdad en el fútbol.
Más tarde, se anunció que Brown producirá la película de Netflix, A Time Lost, junto con su hermana mayor Paige a través de PCMA Productions. El proyecto está basado en una historia original de las hermanas Brown, cuya trama se centra en una enemistad de larga data entre dos familias de Long Island que llega a un punto crítico cuando a una de sus hijas adolescentes se le diagnostica cáncer.

## Vida personal
Brown reside entre Londres y Atlanta (Georgia). Ha declarado que es una ávida fanática de Liverpool F. C., como su hermano y su padre. En diciembre de 2017 comenzó una relación amorosa con el cantante estadounidense Jacob Sartorius, que finalizó en julio de 2018 después de siete meses de relación. Posteriormente estuvo emparejada con el tiktoker Hunter Ecimovik, con quien rompió su relación porque, según ella, no era saludable, y la utilizó como base para su trabajo en la cuarta temporada de Stranger Things, además de airear sus intimidades públicamente. En ese momento, su amigo Jake Bongiovi —hijo del roquero Jon Bon Jovi— se convirtió en su principal apoyo emocional, ambos se habían conocido tiempo atrás por Instagram y acabaron iniciando una relación amorosa. En abril de 2023, después de tres años juntos, ella anunció su compromiso matrimonial con Bongiovi.
Se casaron en una ceremonia privada en mayo de 2024.Tras la boda, Brown cambió su nombre de «Millie Bonnie Brown» a «Millie Bonnie Brown Bongiovi», adoptando el apellido de su esposo. 

### Filantropía
Desde los 14 años de edad, ha contribuido a organizaciones destinadas a mejorar la calidad de vida y el bienestar de los niños en particular, como también a fundaciones dirigidas a ayudar a jóvenes que padecen de enfermedades como el cáncer. Se unió a Olivia Hope Foundation para recaudar fondos para terapias específicas para el tratamiento del cáncer infantil.
Asimismo, parte del dinero recaudado de su línea de cosméticos Florence by Mills, es destinado para dicha fundación a fin de ayudar a aumentar la concienciación y las donaciones.
A finales de 2018, fue nombrada embajadora de buena voluntad de Unicef, convirtiéndose en la embajadora más joven de dicha organización.

## Filmografía

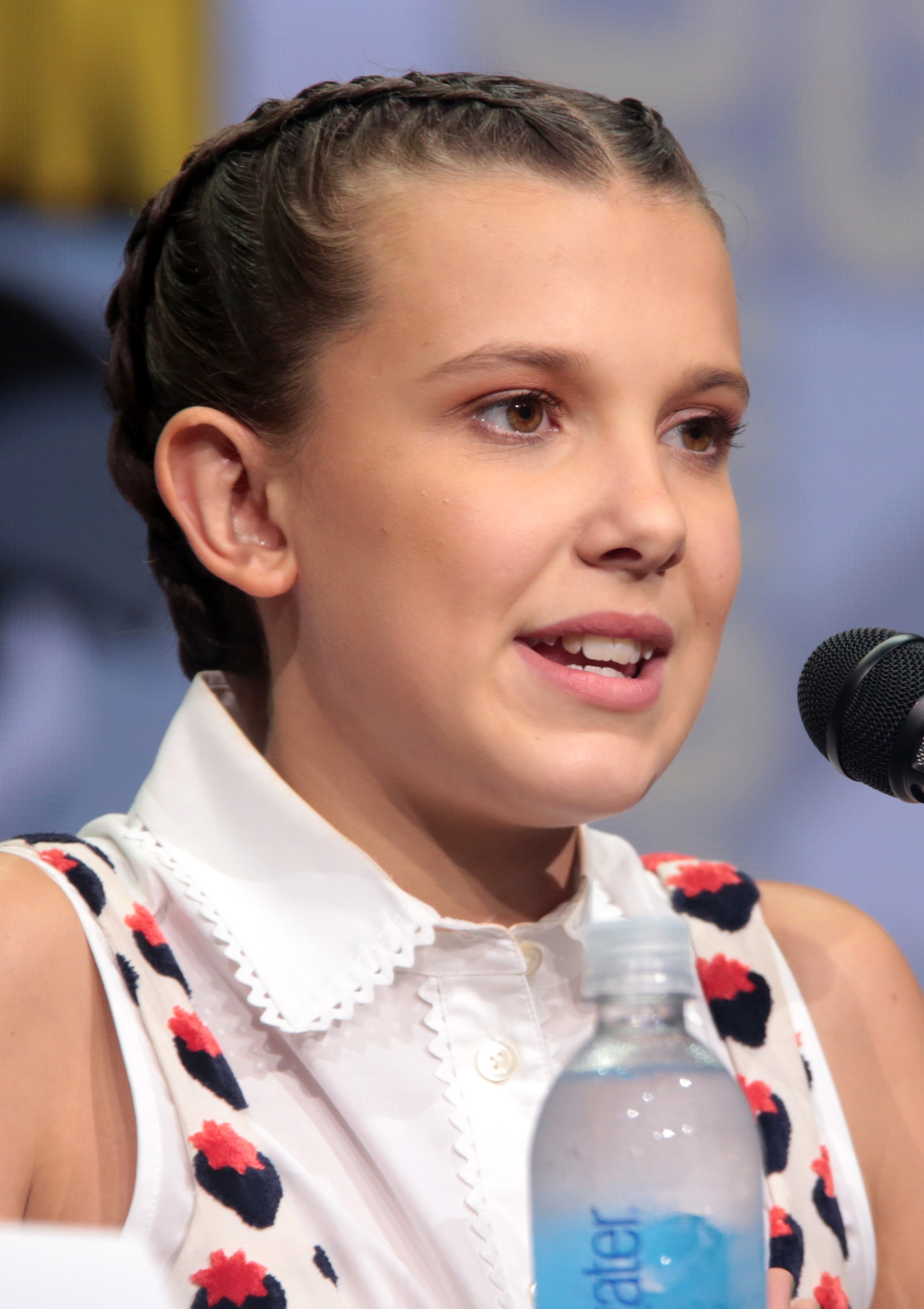
Brown durante la Comic Con de San Diego en 2017.

### Cine
| Año  | Título                         | Papel          | Notas                   |
| ---- | ------------------------------ | -------------- | ----------------------- |
| 2019 | Godzilla: King of the Monsters | Madison Rusell |                         |
| 2020 | Enola Holmes                   | Enola Holmes   | También como productora |
| 2021 | Godzilla vs. Kong              | Madison Rusell |                         |
| 2022 | Enola Holmes 2                 | Enola Holmes   | También como productora |
| 2024 | Damsel                         | Elodie         | También como productora |
| 2024 | The Electric State             | Michelle       |                         |
| TBA  | The Thing About Jellyfish      | Suzy Swanson   |                         |
| TBA  | The Girls I've Been            | Nora O'Malley  |                         |

### Televisión
|               | Título                         | Papel             | Notas                                   |
| ------------- | ------------------------------ | ----------------- | --------------------------------------- |
| 2013          | Once Upon a Time in Wonderland | Joven Alice       | Invitada en 2 episodios, serie de ABC   |
| 2015          | Intruders                      | Madison O'Donnell |                                         |
| 2015          | NCIS                           | Rachel Barnes     | Episodio: "Parental Guidance Suggested" |
| 2015          | Grey's Anatomy                 | Ruby              | Episodio: "I Feel the Earth Moving"     |
| 2015          | Modern Family                  | Lizzie            | Episodio: "Closet? You'll Love it!"     |
| 2016—presente | Stranger Things                | Once/Jane         | Elenco principal, serie de Netflix      |

### Videos musicales
| Año  | Título                                          | Artista              | Rol          |
| ---- | ----------------------------------------------- | -------------------- | ------------ |
| 2016 | «Find Me»                                       | Sigma junto a Birdy  | Protagonista |
| 2017 | «I Dare You»                                    | The XX               | Estudiante   |
| 2018 | «Girls Like You» (Version original y Volumen 2) | Maroon 5 con Cardi B | Invitada     |
| 2018 | «In My Feelings»                                | Drake                | Invitada     |
| 2019 | «All I Want for Christmas Is You»               | Mariah Carey         | Invitada     |

### Videojuegos
| Año  | Título     | Papel      | Notas                                                  |
| ---- | ---------- | ---------- | ------------------------------------------------------ |
| 2018 | The Sims 4 | Ella misma | Personaje descargable gratuito como parte de un evento |

## Premios y nominaciones
| Año  | Premio                     | Categoría                                                                   | Trabajo nominado                      | Resultado | Ref.          |
| ---- | -------------------------- | --------------------------------------------------------------------------- | ------------------------------------- | --------- | ------------- |
| 2017 | People's Choice Awards     | Actriz de televisión favorita de ciencia ficción/fantasía                   | Stranger Things                       | Nominada  | [ 45 ] [ 46 ] |
| 2017 | Young Artist Awards        | Mejor interpretación en una serie de TV digital o película – Actriz juvenil | Stranger Things                       | Nominada  | [ 47 ]        |
| 2017 | Screen Actors Guild Awards | Premio del Sindicato de Actores a la mejor actriz de televisión - Drama     | Stranger Things                       | Nominada  | [ 48 ]        |
| 2017 | Screen Actors Guild Awards | Premio del Sindicato de Actores al mejor reparto de televisión - Drama      | Stranger Things                       | Ganadora  | [ 48 ]        |
| 2017 | Fangoria Chainsaw Awards   | Mejor actriz de televisión                                                  | Stranger Things                       | Ganadora  | [ 49 ]        |
| 2017 | Gold Derby TV Awards       | Mejor actriz de reparto                                                     | Stranger Things                       | Nominada  | [ 50 ]        |
| 2017 | Gold Derby TV Awards       | Mejor interpretación del año                                                | Stranger Things                       | Ganadora  | [ 50 ]        |
| 2017 | NME Awards                 | Héroe del año                                                               | —                                     | Nominada  | [ 51 ]        |
| 2017 | Premios Saturn             | Mejor actor/actriz joven en una serie de televisión                         | Stranger Things                       | Ganadora  | [ 52 ]        |
| 2017 | MTV Movie & TV Awards      | Mejor actriz de serie de televisión                                         | Stranger Things                       | Ganadora  | [ 53 ]        |
| 2017 | Primetime Emmy Awards      | Mejor actriz de reparto en una serie                                        | Stranger Things                       | Nominada  | [ 54 ]        |
| 2017 | Teen Choice Awards         | Estrella revelación de televisión                                           | Stranger Things                       | Nominada  | [ 55 ]        |
| 2017 | IGN People's Choice Award  | Mejor interpretación dramática en una serie de televisión                   | Stranger Things                       | Ganadora  | [ 56 ]        |
| 2018 | Screen Actors Guild Awards | Premio del Sindicato de Actores a la mejor actriz de televisión - Drama     | Stranger Things                       | Nominada  | [ 57 ] [ 58 ] |
| 2018 | Screen Actors Guild Awards | Premio del Sindicato de Actores al mejor reparto de televisión - Drama      | Stranger Things                       | Nominada  | [ 57 ] [ 58 ] |
| 2018 | Empire Awards              | Mejor actriz de televisión                                                  | Stranger Things                       | Nominada  | [ 59 ]        |
| 2018 | Kids Choice Awards         | Actriz de TV favorita                                                       | Stranger Things                       | Ganadora  | [ 60 ]        |
| 2018 | Premios Saturn             | Mejor actor/actriz joven en una serie de televisión                         | Stranger Things                       | Nominada  | [ 61 ]        |
| 2018 | MTV Movie & TV Awards      | Mejor actuación en una serie de televisión                                  | Stranger Things                       | Ganadora  | [ 62 ] [ 63 ] |
| 2018 | Teen Choice Awards         | Actriz de televisión favorita de ciencia ficción                            | Stranger Things                       | Ganadora  | [ 64 ] [ 65 ] |
| 2018 | Gold Derby TV Awards       | Mejor actriz de reparto en una serie de drama                               | Stranger Things                       | Nominada  | [ 66 ]        |
| 2018 | Primetime Emmy Awards      | Mejor actriz de reparto en una serie                                        | Stranger Things                       | Nominada  | [ 67 ]        |
| 2019 | Kids Choice Awards         | Actriz de TV favorita                                                       | Stranger Things                       | Nominada  | [ 68 ]        |
| 2019 | Teen Choice Awards         | Actriz de televisión favorita                                               | Stranger Things                       | Ganadora  | [ 69 ]        |
| 2019 | Premios Saturn             | Mejor interpretación de un actor/actriz joven                               | Godzilla: King of the Monsters        | Nominada  | [ 70 ] [ 71 ] |
| 2021 | Kids Choice Awards         | Actriz de televisión favorita                                               | Stranger Things                       | Ganadora  | [ 72 ]        |
| 2021 | Kids Choice Awards         | Actriz de película favorita                                                 | Enola Holmes                          | Ganadora  | [ 72 ]        |
| 2025 | Kids Choice Awards         | Actriz de cine favorita                                                     | Estado eléctrico como Michelle Greene | Nominada  | [ 73 ]        |